# Fred Stoller
Fred Stoller (Chicago, 19 marzo 1965) è un attore, doppiatore e regista statunitense.

## Carriera
Maggiormente conosciuto per la sua interpretazione di Gerard nella serie TV Tutti amano Raymond, è attivo dagli anni '70. È noto anche per partecipare in piccoli ruoli come caratterista in molte serie TV di Disney Channel. Inoltre ha co-prodotto assieme a Larry David due episodi di Seinfeld, e nel 2009 ha recitato in Fred & Winnie un film scritto e diretto da lui stesso.

## Filmografia

### Attore

#### Cinema
- Scemo & più scemo (Dumb & Dumber), regia di Peter e Bobby Farrelly (1994)
- Joe Dirt, regia di Dennie Gordon (2001)
- Austin Powers in Goldmember, regia di Jay Roach (2002)
- L'asilo dei papà (Daddy Day Care), regia di Steve Carr (2003)
- Un allenatore in palla (Rebound), regia di Steve Carr (2005)
- Quel nano infame (Little Man), regia di Keenen Ivory Wayans (2006)
- Fred & Vinnie, regia di Steve Skrovan (2009)

#### Televisione
- Seinfeld - serie TV, episodi 6x22-7x07 (1995)
- The Drew Carey Show - serie TV, episodio 1x03 (1995)
- La tata (The Nanny) - serie TV, 4 episodi (1997-1999)
- Friends - serie TV, episodi 4x10-8x08 (1997-2001)
- Sabrina, vita da strega (Sabrina, the Teenage Witch) - serie TV, episodi 3x07-3x22 (1998-1999)
- Tutti amano Raymond (Everybody Loves Raymond) - serie TV, 8 episodi (1998-2003)
- The King of Queens - serie TV, episodio 3x05 (2000)
- Dharma & Greg - serie TV, episodio 5x08 (2001)
- Oswald - serie TV, 9 episodi (2001-2003)
- Scrubs - serie TV, episodi 1x20-4x24 (2002-2005)
- Ned - Scuola di sopravvivenza (Ned's Declassified School Survival Guide) - serie TV, 8 episodi (2004-2007)
- Drake & Josh - serie TV, episodio 3x09 (2005)
- Detective Monk (Monk) - serie TV, episodio 4x04 (2005
- My Name Is Earl - serie TV, episodio 2x22 (2007)
- Cory alla Casa Bianca (Corey in the House) - serie TV, episodio 1x08 (2007)
- Hannah Montana - serie TV, episodio 3x07 (2008)
- I maghi di Waverly (Wizards of Weaverly Place) - serie TV, 4 episodi (2011)

### Doppiatore

#### Cinema
- Boog & Elliot 2 (2009) - Stanley
- Il dottor Dolittle 5 (2009) - Fluffernufferman
- Boog & Elliot 3 (2011) - Stanley

#### Televisione
- Dr. Katz, Professional Therapist - Fred
- Mucca e Pollo - Uomo solitario
- Science Court - Fred, lo stenografo
- Manny tuttofare - Becco
- I pinguini di Madagascar - Fred
- Agente Speciale Oso - Becco
- Super Hero Squad Show - Molecola
- Pound Puppies - Ralph